# The Next Boy/Girl Band
The Next Boy/Girl Band was een talentenjacht uitgezonden door SBS6. Het programma werd gepresenteerd door Tim Douwsma en Nicolette van Dam.

## Format
In tegenstelling tot andere talentenjachten wordt er bij The Next Boy/Girl Band op zoek gegaan naar een boy- en girlband, die later moet gaan strijden tegen elkaar welke de betere is. Twee ervaren producers beide actief voor een ander platenmaatschappij, gaan de uitdaging aan om uit duizenden kandidaten twee rivaliserende popgroepen te formeren: een boyband en een girlgroup. In tegenstelling tot andere talentenjachten wordt er in de eerste ronde puur gekeken op uiterlijk en het dansen, pas daarna worden de kandidaten geauditeerd op zang.
In de voorrondes werden er 12 kandidaten geselecteerd die door gingen naar de liveshows, waarbij er in eerste instantie plek zou zijn een driekoppige boy- en girlband. Later werd hiervan afgeweken en zou beide bands uiteindelijk uit vier man bestaan. In de liveshows bepalen de kijkers wie de beste en favorieten zijn, waarbij je hun via televoting in de safe-zone kan plaatsen en daardoor veilig is voor eliminatie. De producer van elke band, bepaalt dan wekelijks wie er afvalt. Wanneer de bands eenmaal gevormd zijn, wordt er op basis van downloads en streams van hun eerste single bepaald wie de winnaar is.
In 2004 werd bij RTL 4 een soortgelijk programma uitgezonden onder de titel Popstars: The Rivals. Hierin werden de bands Men2B en Raffish gevormd. Ook deze bands moesten een single uitbrengen, maar in dit geval was het de bedoeling dat de band met de hoogste positie in de charts de winnaar zou zijn. Jurylid Sharon Doorson deed mee aan dit programma en kwam uiteindelijk in de girlband Raffish terecht.

## Jury
Tony van de Berkt, Nick Schilder en Babette Labeij vormen samen de jury voor de jongens. John Ewbank heeft samen met Pip Pellens en Sharon Doorson de taak om de ultieme girlband samen te vormen.

## Finale

### Finalisten
zes mannelijke en zes vrouwelijke werden uitgekozen voor de liveshows.
| Category | Finalisten                    | Finalisten          | Finalisten            |
| -------- | ----------------------------- | ------------------- | --------------------- |
| Boys     | Jeronimo van Ballegoijen (26) | Luca Gilliot (18)   | Toon Mentink (20)     |
| Boys     | Tiago da Silva (25)           | Ken Stoffers (24)   | Jaimy Trommelen (27)  |
| Girls    | Rony Correa (24)              | Denise Kroes (22)   | Delany Lepelblad (17) |
| Girls    | Lois Mac Donald (19)          | Romy de Proost (17) | Som Schouten (23)     |

### Bands
- The Next Boyband: 4U

Luca Gilliot en Toon Mentink kwamen via de publieksstemmen in de band, daaropvolgend besloot Van de Berkt opeens volgend Tiago da Silva en Jaimy Trommelen eraan toe te voegen. Jeronimo van Ballegoijen valt in de finale af en weet net de band niet te halen. Uiteindelijk won 4U de show. De band maakte in december 2017 bekend dat ze in januari gingen stoppen en dat hun laatste show op 21 januari 2018 zou zijn op de tweede fandag van GRLBND.
- The Next Girlband: GRLBND.

Delany Lepelblad en Romy de Proost kwamen via de publieksstemmen in de band, daaropvolgend kreeg Som Schouten de derde plek. John Ewbank kon niet kiezen tussen Denise Kroes en Rony Correa en besloot om van de perfecte band geen imperfecte band te maken en koos ervoor om beide dames door te laten. Achter de schermen waren ze niet blij met de keuze van John Ewbank. Middels televoting mochten kijkers stemmen op wie zij terug wilde zien in de girlband. John Ewbank kreeg veel kritiek over zich heen en de televoters eisten hun geld terug. Uiteindelijk heeft Ewbank toegezegd de televoters tegemoet te komen en de onkosten uit eigen zak te vergoeden. Echter opmerking is ook dat zowel Delany (juni 2017) als Romy (december 2017) de band verlieten, terwijl zij juist de publiekslievelingen waren.